# Styringomyia vietnamensis
Styringomyia vietnamensis is een tweevleugelige uit de familie steltmuggen (Limoniidae). De soort komt voor in het Oriëntaals gebied.